# Dorotheanthus bellidiformis
Espèce
Dorotheanthus bellidiformis est une espèce de plantes de la famille des Aizoaceae. C'est une plante succulente tapissante, à larges fleurs aux coloris généralement soutenus et variés. L'espèce est connue des jardiniers sous le nom vernaculaire de ficoïde ou le nom commercial de « tapis magique ».

## Description

Divers aspects de la plante
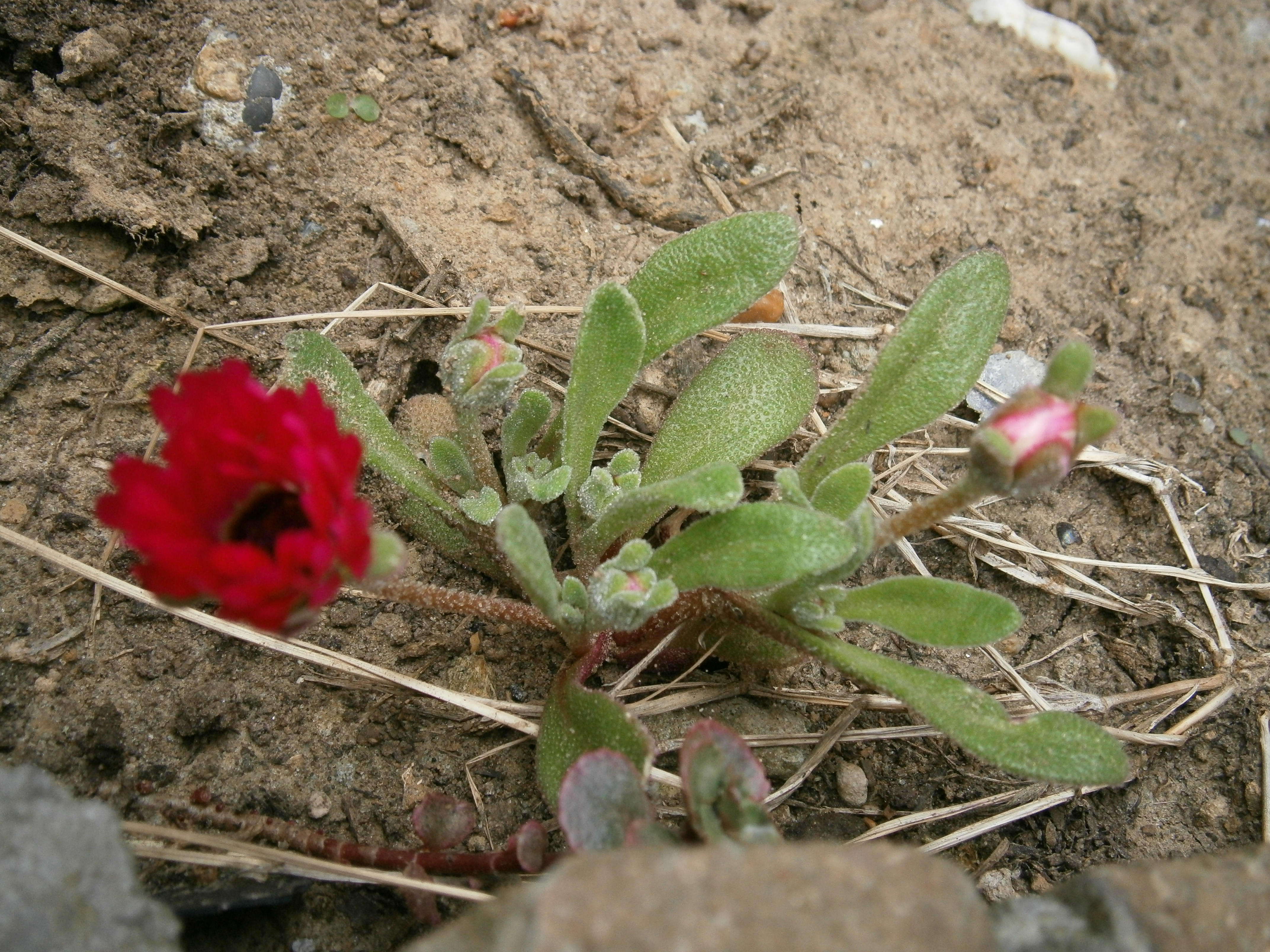
Jeune plante
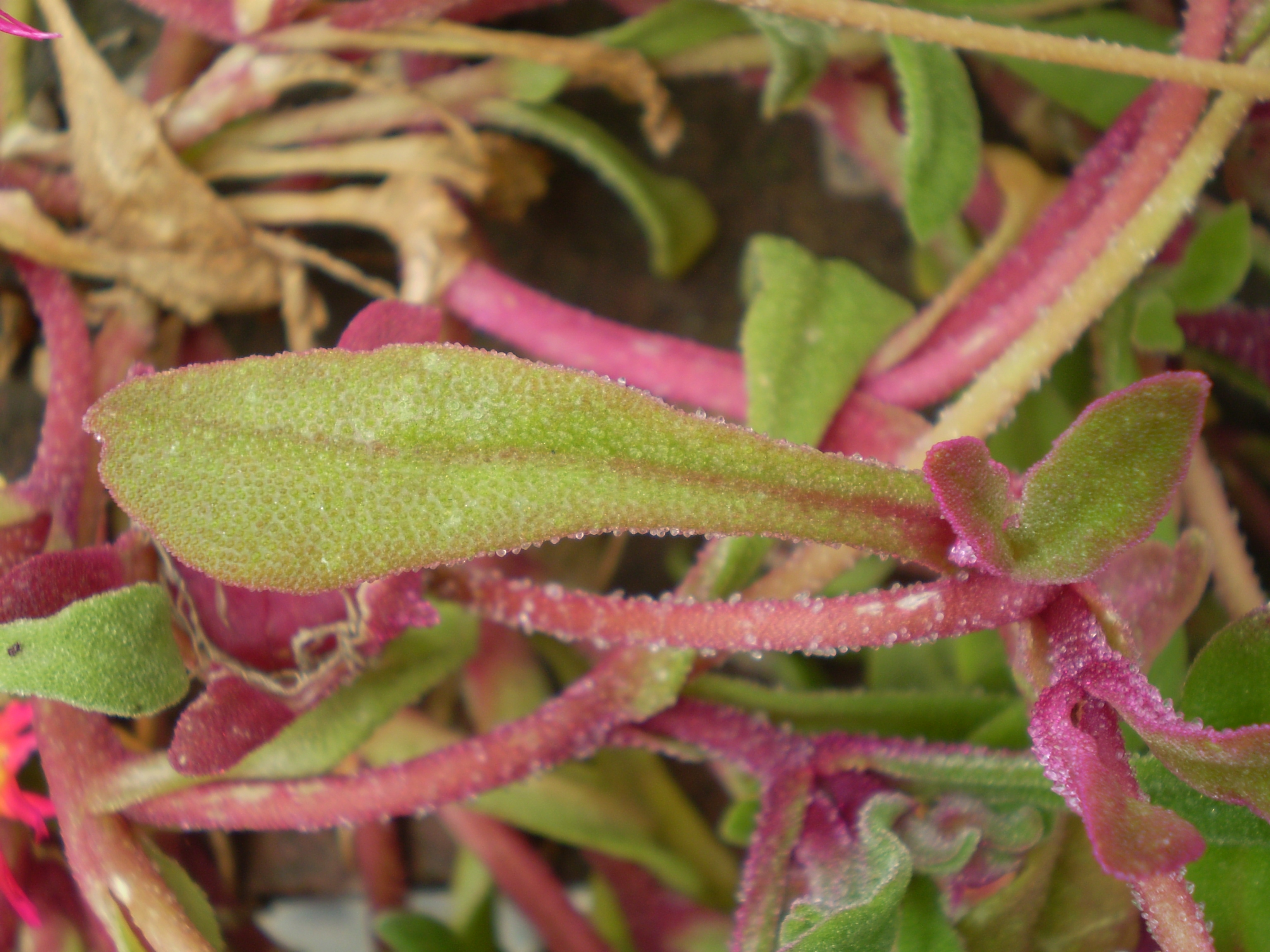
Détail du feuillage
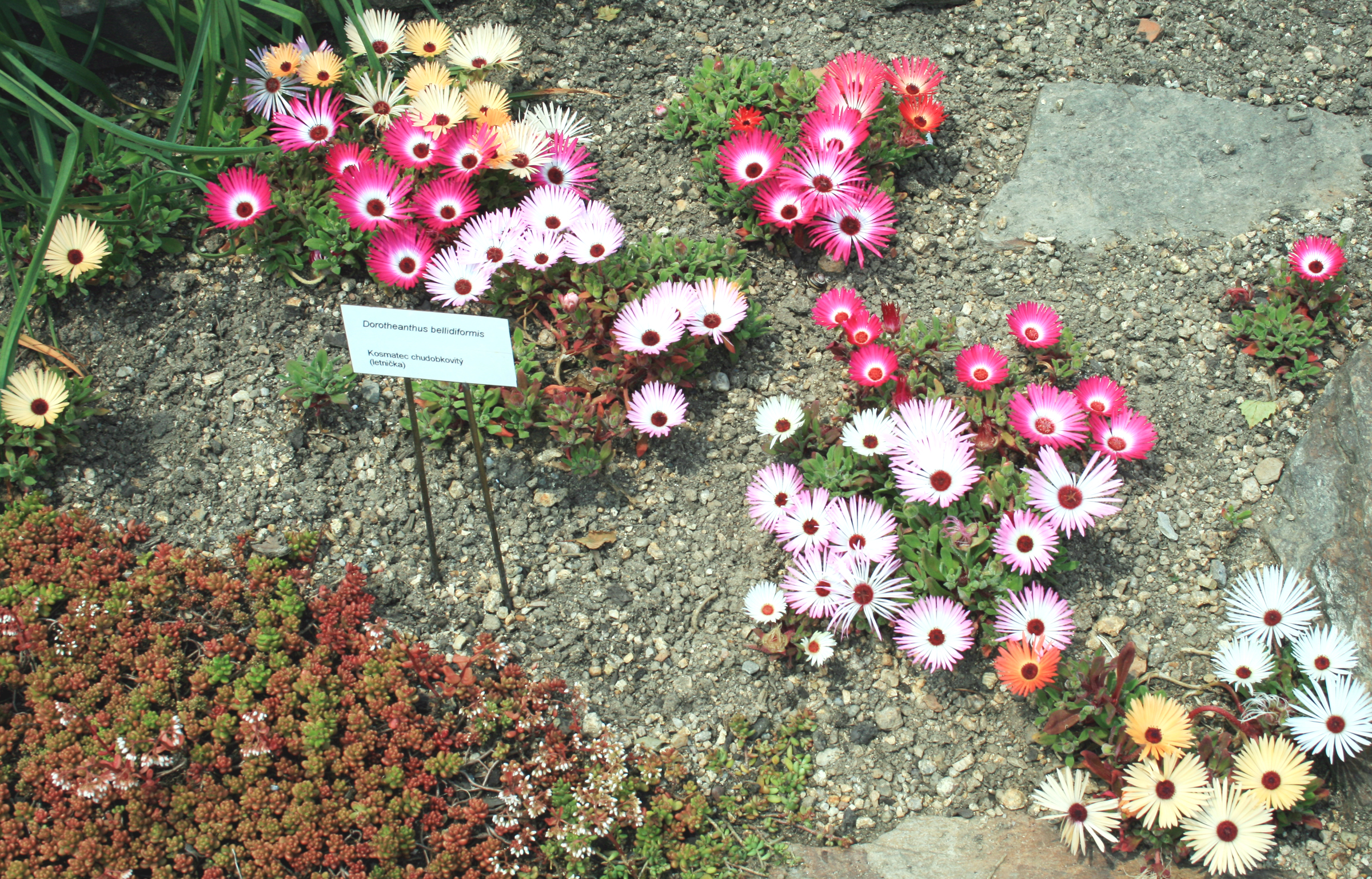
Divers coloris
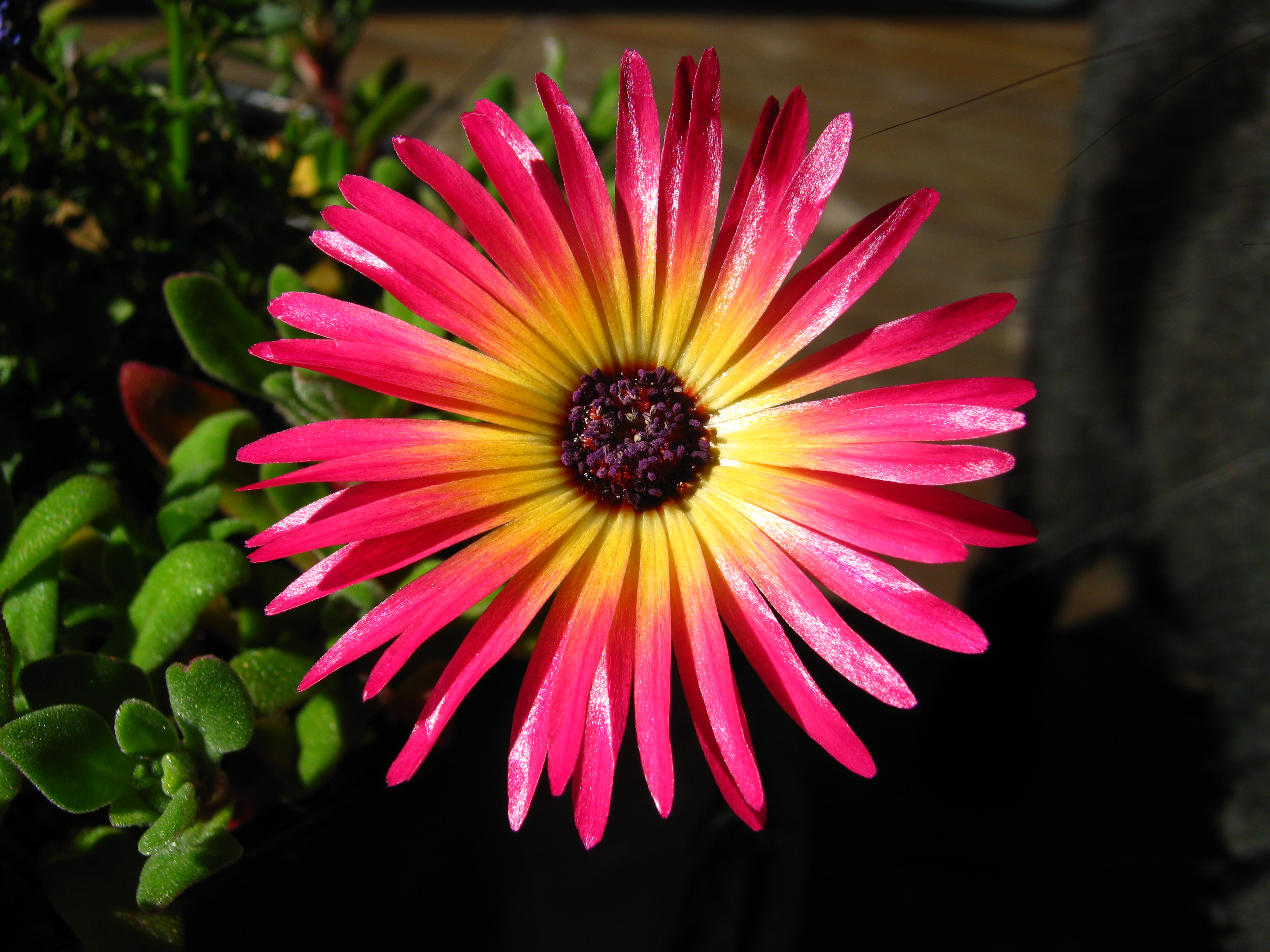
Fleur en gros plan
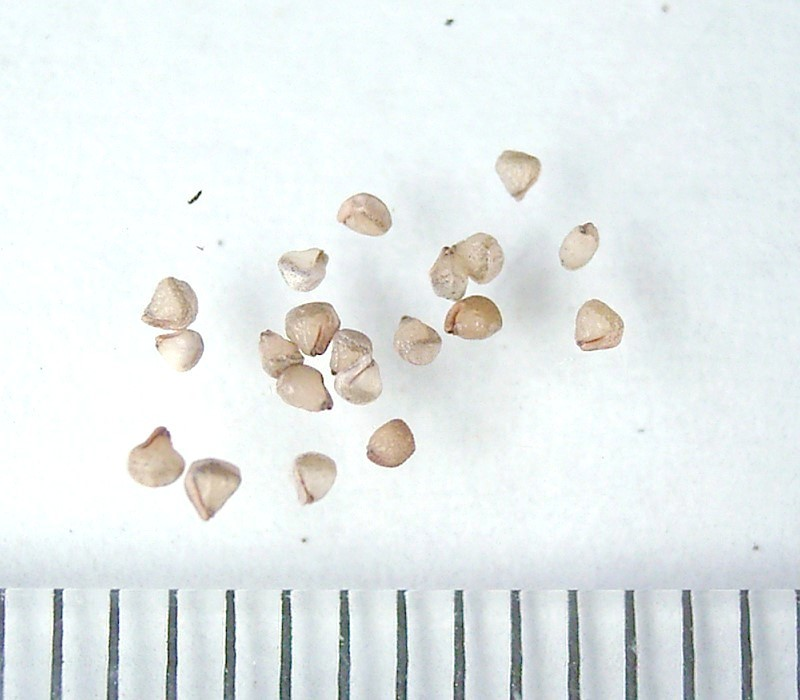
Graines
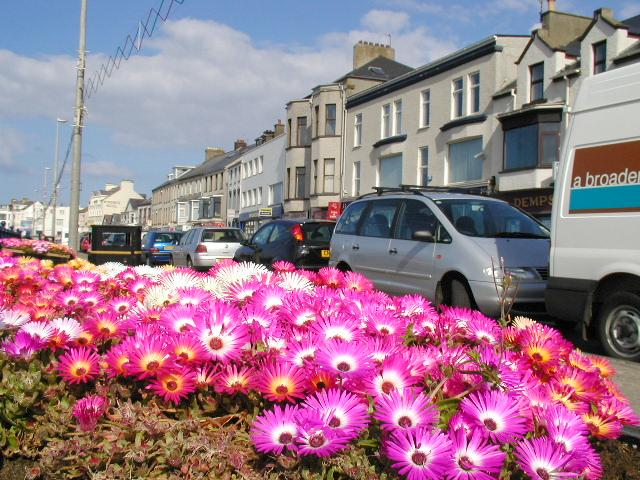
« Tapis magique »

## Classification
Cette espèce a été décrite pour la première fois par le botaniste néerlandais Nicolaas Laurens Burman (1734-1793) puis renommée en 1928 par son homologue britannique Nicholas Edward Brown (1849-1934).

### Synonymes
Selon INPN :
- Dorotheanthus criniflorus (L.f.) Schwantes
- Mesembryanthemum bellidiforme Burm.f.

### Liste des sous-espèces
Selon Tropicos (13 avril 2014) (Attention liste brute contenant possiblement des synonymes) :
- sous-espèce Dorotheanthus bellidiformis subsp. bellidiformis N.E. Br.
- sous-espèce Dorotheanthus bellidiformis subsp. hestermalensis Ihlenf. & Struck

### Taxinomie
- (en) JSTOR Plants : Dorotheanthus bellidiformis  (consulté le 13 avril 2014)
- (en) FloraBase (Australie-Occidentale) : classification Dorotheanthus bellidiformis (+ photos + répartition + description) (consulté le 13 avril 2014)
- (en) GRIN : espèce Dorotheanthus bellidiformis  (Burm. f.) N. E. Br.  (Syn. Cleretum bellidiforme  (Burm. f.) G. D. Rowley) (consulté le 13 avril 2014)
- (en) The Plant List : Dorotheanthus bellidiformis (Burm.f.) N.E.Br.  (source : KewGarden WCSP) (consulté le 13 avril 2014)
- (en) Tropicos : Dorotheanthus bellidiformis N.E. Br.  (+ liste sous-taxons) (consulté le 13 avril 2014)

### Autres sites
- Dorotheanthus bellidiformis sur le site Hortipedia